# قسطنطين الثاني ملك جورجيا
قسطنطين الثاني (بالجورجية: კონსტანტინე II) (حوالي 1447 – 1505)، من سلالة باغراتيوني، كان الملك الثالث والعشرون والأخير (ميبي) لجورجيا المتحدة من عام 1478 حتى وفاته. وفي أوائل تسعينيات القرن الخامس عشر، اضطر إلى الاعتراف باستقلال حكامه المنافسين في إيميريتي وكاخيتي، وحصر سلطته في كارتلي. في عام 1505، توفي قسطنطين الثاني، وخلفه ابنه ديفيد العاشر.